# Đại dịch cúm (phim)
Đại dịch cúm (tiếng tiếng Hàn: 감기; Romaja: Gamgi; có tên tiếng Anh là Flu hoặc The Flu) là một bộ phim thảm kịch năm 2013 của Hàn Quốc do Kim Sung-su viết kịch bản và làm đạo diễn, kể về sự bùng phát của một chủng H5N1 đột biến gây chết người trong vòng 36 giờ kể từ khi ủ bệnh, làm quận Budang của thành phố Seongnam, nơi có dân số của gần nửa triệu người rơi vào hỗn loạn. Phim có sự tham gia của Jang Hyuk và Soo Ae.

## Nội dung
Anh em Ju Byung-woo và Ju Byung-ki là những kẻ buôn người sống tại Seoul, họ phát hiện ra chiếc xe buôn người vận chuyển những người nhập cư bất hợp pháp đã chết do một căn bệnh không xác định. Họ nhìn thấy và bắt người sống sót duy nhất là Monssai rồi gọi cho ông chủ, kẻ mua người của họ ở Budang, Byung-woo đã bị lây bệnh và Monssai trốn thoát. Hai anh em họ đến một bệnh viện và trên đường đi họ đã truyền bệnh cho những người khác làm dịch bệnh lan truyền khắp thành phố.
Tại Contagion Center ở Budang, bác sĩ Kim In-hae bị kỷ luật vì làm mất hồ sơ quan trọng khi xe của cô bị rơi xuống trục mỏ vào ngày hôm trước. Túi của cô được các thành viên của Nhóm phản ứng khẩn cấp (ERT) là Kang Ji-goo và Bae Kyung-ub lấy lại được. Ji-goo trả lời điện thoại của cô ấy và giao chiếc túi cho con gái Mi-reu của In-hae.
Tình trạng của Byung-woo trở nên tồi tệ hơn và anh bắt đầu ho ra máu. Anh trai đưa anh đến phòng cấp cứu, nơi anh bị cách ly với bệnh cúm chủng mới. Được gọi để nhờ giúp đỡ, In-hae nhìn thấy Byung-woo và đưa ra giả thuyết rằng các điều kiện trong thùng chứa vận chuyển đã xúc tác làm cho một loài virus cũ biến đổi thành một chủng mới hoàn toàn khác. Byung-ki từ chối trả lời các câu hỏi về container. Byung-woo chết, và Byung-ki đã hành hung với một số nhân viên bệnh viện để tìm đến anh trai mình.
Ngày hôm sau, nhiều người cho thấy các triệu chứng rõ rệt hơn của bệnh. Với sự giúp đỡ của Trung tâm kiểm soát và phòng ngừa dịch bệnh Hàn Quốc (KCDC), các nhân viên bệnh viện xác định được vị trí và thiêu hủy container vận chuyển. Tuy nhiên, những con chuột đã ăn xác chết trốn vào thành phố. Các nhân viên xác định rằng loài virus mới này là một chủng H5N1 đột biến có thể giết chết người trong vòng 36 giờ từ khi bị nhiễm, và các nhà lãnh đạo đã ban bố lệnh phong toả toàn khu vực Budang.
Monssai gặp và đã cứu Mi-reu khỏi bị xe đâm. Sau đó, cậu tránh tiếp xúc với cô bé và đã trốn thoát khi nhận ra rằng mình đang lây bệnh. Mi-reu gặp và nhờ Ji-goo giúp tìm lại Monssai, nhưng không tìm được. Tin đồn về bùng phát dịch bệnh lan rộng và mọi người trong thành phố bắt đầu hoảng loạn. Ji-goo cứu một người phụ nữ rơi khỏi thang máy và để lạc mất Mi-reu.
Trong buổi họp đánh giá về sự cần thiết phải cách ly và phong toả, các nhà lãnh đạo và chính trị gia phải đối mặt với một tình huống thảm khốc khi mọi người bị ngã xuống đường, bao gồm cả những tài xế gây ra hàng loạt vụ tai nạn dữ dội. Các bệnh viện và hệ thống thông tin liên lạc trở nên quá tải, và việc kiểm dịch được bắt đầu. Các chính trị gia và nhân viên nghiên cứu di tản đến Seoul và thông báo với thủ tướng, người đưa ra thông báo công khai làm trầm trọng thêm sự hoảng loạn ở Budang.
In-hae vẫn ở Budang và tham gia cùng Ji-goo để tìm kiếm Mi-reu. Họ tìm thấy cô bé trong một siêu thị đang hoảng loạn với nhiều người có triệu chứng nhiễm bệnh và cảnh sát cơ động. Cả ba xoay xở để thoát ra siêu thị trước khi cửa bị đóng lại. In-hae đưa đề nghị cùng đưa tất cả bọn họ đến Seoul, nhưng Ji-goo từ chối vì công việc của mình, và anh hợp tác với Kyung-ub để cứu những người bị mắc kẹt trong siêu thị. In-hae và Mi-reu tiếp cận chiếc trực thăng cuối cùng đến Seoul, nhưng Mi-reu đã phát bệnh, các triệu chứng trở nên rõ rệt và họ bị từ chối lên trực thăng.
Vào ban đêm, kiểm dịch Budang được củng cố bởi quân đội Hàn Quốc, lực lượng dự bị, Lực lượng liên quân Mỹ-Hàn và KCDC. Người bị cách ly được chuyển đến một trại bên ngoài Khu liên hợp thể thao Tancheon. Những người có triệu chứng mới được phân lập thêm ở khu cách ly bị nhiễm bệnh (IQZ) bên dưới sân vận động để được điều trị y tế, mặc dù In-hae biết rằng họ không có thuốc chữa. In-hae lén lút đưa Mi-reu qua kiểm dịch để che giấu căn bệnh của Mi-reu và đeo khẩu trang cho Mi-reu để Mi-reu không thể lây bệnh cho người khác. Vào ngày tiếp theo, Monssai được tìm thấy trong khu cách ly. Đề nghị của In-hae trực tiếp tiêm kháng thể vào bệnh nhân đã bị nhiễm bệnh, cô bí mật truyền kháng nguyên cho Mi-reu nhưng đã bị lộ. Mi-reu bị gửi đến IQZ.
Tình hình rất xấu trong trại cách ly do mất điện liên lạc, điều kiện sống khó khăn, các vụ ẩu đả với lính gác, tiếng súng bắn chim để giữ cho chim khỏi lây bệnh và lan truyền tin đồn rằng đây là một vụ giết người, những người nhiễm bệnh đang bị thiêu sống. Áp lực từ Leo Snyder của Tổ chức Y tế Thế giới và các chính trị gia buộc tổng thống phải thất hứa trong việc giải phóng người không bị nhiễm bệnh sau 48 giờ, và bạo loạn nổ ra. Khi một người lính bị nhiễm bị bắn chết bởi một sĩ quan, một đám đông trở nên giận dữ và gây bão IQZ. Họ phát hiện Ji-goo đang cứu Mi-reu khỏi đống xác trong lò hoả thiêu, và chính thức phát hiện những người bị nhiễm đang bị thiêu sống.
In-hae và các nhân viên y tế phải chạy trốn khỏi đám đông, nhưng Byung-ki đã giết chết Monssai trong một cuộc tấn công tự sát để trả thù cho cái chết của anh trai mình. Mi-reu bắt đầu hồi phục và Ji-roo đưa cô bé ra đường cao tốc để gặp In-hae. Tuy nhiên, Gook-hwan, một người đàn ông bị nhiễm bệnh đang gây ra tình trạng bất ổn đang dẫn đám đông vũ trang về phía đường cao tốc đã biết rằng Mi-reu có kháng thể nên hắn tìm mọi cách để bắn Ji-goo, dẫn đến một cuộc ẩu đả chết chóc giữa đám đông và binh lính.
Ji-goo đặt tạm Mi-reu trên đường khi cô bé đã hồi phục hoàn toàn. Gook-hwan bắt cóc Mi-reu và cố gắng lấy kháng thể từ Mi-reu để tự cứu sống cho mình, nhưng bị phát hiện và bị giết chết khi giằng co với Kyung-ub. Mi-reu chạy trốn và bị đẩy ra phía trước đám đông và gặp nguy hiểm với những người lính trên đường cao tốc. In-hae bị bắn trong khi cố gắng ngăn Mi-reu băng qua dải vàng phong toả. Mi-reu che chắn cho mẹ mình và cầu xin họ dừng lại, làm cho giới chính quyền và mọi người của cuộc bạo loạn xúc động. Sau đó tất cả mọi người cùng nhau tới bảo vệ Mi-reu. Tổng thống ra lệnh cho các binh sĩ đứng xuống và buộc Snyder phải hủy cuộc không kích chết người. Mi-reu được gửi đến Seoul để tạo ra một loại vắc-xin trong khi các đội y tế được phái đến Budang. Trước khi đi, Mi-reu đã đề nghị Ji-goo và In-hae đến với nhau, và họ đã đồng ý.
Một đoạn phim ngắn ở kết phim cho thấy dịch bệnh đã kết thúc, thành phố đã trở lại bình thường, Mi-reu đã trở về, Ji-goo và In-hae đã kết hôn và gia đình họ đang chuẩn bị có một chuyến du lịch.

## Diễn viên
- Soo Ae trong vai Kim In-hae[7][8][9][10]
- Jang Hyuk trong vai Kang Ji-goo[11][12][13]
- Park Min-ha trong vai Kim Mi-reu[14]
- Yoo Hae-jin trong vai Bae Kyung-ub
- Ma Dong-seok trong vai Jeon Gook-hwan
- Lee Hee-joon trong vai Ju Byung-ki
- Kim Ki-hyeon trong vai thủ tướng Hàn Quốc
- Cha In-pyo trong vai tổng thống Hàn Quốc
- Lee Sang-yeob trong vai Ju Byung-woo
- Park Hyo-joo trong vai giáo sư Jung
- Park Jung-min trong vai Chul-gyo
- Boris Stout trong vai Leo Snyder
- Kim Moon-soo trong vai Dr. Yang
- Choi Byung-mo trong vai Choi Dong-chi
- Jang Kyoung-yup trong vai Sang-myung
- Andrew William Brand trong vai Dr. Bill Beckman
- Lester Avan Andrada trong vai Monssai[15]
- Jo Hwi-joon trong vai Chan-woo
- Do Yong-goo trong vai ông của Chan-woo